# Larraun
Larraun – gmina w Hiszpanii, w Nawarze, o powierzchni 107,09 km². W 2011 roku gmina liczyła 1015 mieszkańców.